# La Stampa
La Stampa (dt.: „Die Presse“) ist eine der bekanntesten und am weitesten verbreiteten italienischen Tageszeitungen. Das Blatt gilt als liberal-konservativ und hat seinen Sitz in Turin. Bis 2016 hatte über 96 Jahre lang mit 77 Prozent das Autounternehmen Fiat die maßgeblichen Anteile an der Zeitung La Stampa.
Fiat war der einzige Autohersteller, der sich so stark im Mediengeschäft engagierte. Nach der Fusion mit der Gruppe Espresso, zu der 15 regionale und lokale Zeitungen, acht Wochen- und Monatszeitschriften, darunter das investigative Magazin L’Espresso, drei Radio-, sieben Fernsehstationen und der große Internetanbieter Kataweb gehören, wurde deren Hauptaktionär, Carlo De Benedetti, Herr über Italiens größtes Medienunternehmen. Damit kamen zwei der wichtigsten Tageszeitungen – La Repubblica und La Stampa – unter Kontrolle desselben Medienhauses.
Die Zeitung wurde 1867 unter dem Namen Gazzetta Piemontese von Ruggero Bonghi gegründet. 1895 kaufte Alfredo Frassati die Zeitung auf, gab ihr den heutigen Namen und eine italienweite Perspektive. Nach Kritik am vom Mussolini-Regime unterstützten Mord an Giacomo Matteotti wurde er gezwungen, von der Herausgeberschaft zurückzutreten und an Giovanni Agnelli senior zu verkaufen.
Während der Herrschaft Mussolinis wurde die Zeitung politisch gleichgeschaltet. Um sich davon abzusetzen, erschien sie nach dem Sturz Mussolinis zunächst unter dem Titel La Nuova Stampa.
2006 war La Stampa eine der Zeitungen, in der die umstrittenen Mohammed-Karikaturen veröffentlicht wurden. 2015 war sie der Auflage nach die fünftgrößte Tageszeitung in Italien.

## Liste der Direktoren
- Vittorio Bersezio 1867 bis 1880
- Luigi Roux 1880 bis 16. Oktober 1900
- Alfredo Frassati 17. Oktober 1900 bis 29. September 1925

ernannt vom faschistischen Regime
- Luigi Michelotti und Gino Pestelli 3. November 1925 bis 31. Oktober 1926
- Andrea Torre 30. November 1926 bis 11. Februar 1929
- Curzio Malaparte 12. Februar 1929 bis 30. Januar 1931
- Augusto Turati 31. Januar 1931 bis 12. August 1932
- Alfredo Signoretti 13. August 1932 bis 25. Juli 1943

nach dem Sturz des Regimes nominiert vom Ministero della Cultura Popolare
- Vittorio Varale 28. Juli 1943 bis 9. August 1943
- Filippo Burzio 10. August 1943 bis 9. September 1943

nominiert mit Zustimmung des Ministero della Cultura Popolare
- Angelo Appiotti 18. September 1943 bis 9. Dezember 1943
- Concetto Pettinato 10. Dezember 1943 bis 3. März 1945
- Francesco Scardaoni 4. März bis 26. April 1945

suspendiert durch Dekret des Comitato di Liberazione Nazionale vom 28. April bis 17. Juli 1945
nominiert vom Comitato di Liberazione Nazionale
- Filippo Burzio 18. Juli 1945 bis 25. Januar 1948

ausgewählt von der Fiat-Gruppe
- Giulio De Benedetti 27. Januar 1948 bis 4. Dezember 1968
- Alberto Ronchey 5. Dezember 1968 bis 4. Mai 1973
- Arrigo Levi 5. Mai 1973 bis 6. September 1978
- Giorgio Fattori 7. September 1978 bis 10. Februar 1986
- Gaetano Scardocchia 11. Februar 1986 bis 21. Mai 1990
- Paolo Mieli 22. Mai 1990 bis 4. September 1992
- Ezio Mauro 5. September 1992 bis 30. April 1996
- Carlo Rossella 1. Mai 1996 bis 22. September 1998
- Marcello Sorgi 23. September 1998 bis 20. Juli 2005
- Giulio Anselmi 21. Juli 2005 bis 22. April 2009
- Mario Calabresi 23. April 2009 bis 31. Dezember 2015
- Maurizio Molinari 1. Januar 2016 bis 23. April 2020

ausgewählt von GEDI Gruppo Editoriale
- Massimo Giannini 24. April 2020 bis 4. Oktober 2023
- Andrea Malaguti seit 5. Oktober 2023